# Lars Løkke Rasmussen
Lars Løkke Rasmussen (Vejle, 1964. május 15.) dán politikus, külügyminiszter, a Venstre, majd az általa alapított Moderaterne párt vezetője, 2015-től  2019-ig az ország miniszterelnöke. Ezt a posztot már 2009 és 2011 között is betöltötte.

## Pályafutása
1992-ben szerzett jogi diplomát a Koppenhágai Egyetemen. Politikai pályafutása azonban már ezt megelőzően megkezdődött: 1986-ban pártja jelöltje volt a Frederiksværk választókerületben, illetve ettől az évtől 1989-ig a Fiatal Liberálisok országos elnöke volt.
1986-tól 1997-ig Græsted-Gilleleje község tanácsának tagja volt. 1990–1994-ig a gyermek- és a kulturális bizottság elnöki tisztét töltötte be. 1994–1997 között első polgármester-helyettes volt, valamint vezette az ipari és kereskedelmi, valamint az egészségügyi bizottságot.
1994-ben választották a Folketing tagjává Frederiksborg megye választókerületből.  1998-ban a liberális párt elnökhelyettesévé választották, illetve ettől az évtől 2001-ig Frederiksborg megyét vezette. 2001–2007-ig belügy- és egészségügy-miniszter volt Anders Fogh Rasmussen első és második kormányában, majd ezt követően 2009-ig pénzügyminiszter a harmadik Anders Fogh Rasmussen-kabinetben.
2009. április 5-én, Anders Fogh Rasmussen NATO-főtitkári kinevezését követően az ország miniszterelnöke lett. A 2011-es választásokon kormánya elvesztette parlamenti többségét, ezért benyújtotta lemondását. A 2015-ös választásokat követően ismét ő alakíthatott – ezúttal egypárti, kisebbségi – kormányt.